# 赫克托·比多略
赫克托·比多略（西班牙語：Héctor Pablo Bidoglio，1967年2月5日—），是一名阿根廷出生的委内瑞拉前足球运动员，司职中场，曾入选委内瑞拉国家足球队。退役后担任教练，现执教马来西亚超级足球联赛球队柔佛DT。